# Пётр из Данцига
«Пётр из Данцига» (нем. Peter von Danzig) — крупный ганзейский военный и торговый парусный корабль XV века.

## Служба
«Пётр из Данцига» был построен в 1460 году на французском западном побережье или в Бретани, и первоначально назывался «Пьер из Ла-Рошели» (фр. Pierre de la Rochelle). Перевозивший морскую соль из Атлантики и получивший серьёзные повреждения во время шторма, корабль прибыл в Данциг в 1462 году.
Некоторое время судно стояло в Данцигской гавани и после того, как его владелец умер, не оплатив ремонт, в конечном итоге было конфисковано. Когда Ганза объявила войну Англии, оно было переделано в военный корабль.
Между 1471 и 1473 годами «Пётр из Данцига» действовал в Северном море под командованием известного капитана Пауля Бенеке, преследуя английские торговые суда с каперским свидетельством и охраняя ганзейские конвои. После подписания Утрехтского соглашения корабль совершил несколько торговых рейсов за границу и был списан в конце 1470-х гг.
Главным источником по истории постройки, конструкции и эксплуатации «Петра из Данцига» является «Данцигская хроника» за 1461-1496 гг., составленная городским летописцем и судовладельцем Каспаром Вайнрайхом.